# Čao Šun-sin
Čao Šun-sin (čínsky pchin-jinem Chào Shùnxīn, znaky 赵顺欣; * 11. října 1979) je bývalá čínská zápasnice – judistka.

## Sportovní kariéra
Připravovala se Tchien-ťinu pod vedením trenérky Wu Wej-feng. V roce 2000 startovala jako náhradnice za původně nominovanou Chuang Li-chung na olympijské hry v Sydney. Ve druhém kole olympijského turnaje prohrála na body (juko) s fenomenální Japonkou Rjóko Taniovou, ale přes opravy se probojovala do souboje o třetí místo proti Němce Anně-Marii Gradanteové. Hned v úvodních sekundách nezachytila útok Němky na své nohy a po technice kučiki-taoši prohrála na ippon. Obsadila dělené 5. místo. Od roku 2002 se na světovém tatami ukazovala sporadicky. V roce 2004 se představila na asijském mistrovství, kde obsadila třetí místo. Sportovní kariéru ukončila v roce 2008.

## Výsledky
| Turnaj            | 1999            | 2000            | 2001            | 2002            | 2003            | 2004            |
| Turnaj            | 20              | 21              | 22              | 23              | 24              | 25              |
| Turnaj            | superlehká váha | superlehká váha | superlehká váha | superlehká váha | superlehká váha | superlehká váha |
| ----------------- | --------------- | --------------- | --------------- | --------------- | --------------- | --------------- |
| Olympijské hry    |                 | 5.              |                 |                 |                 | —               |
| Mistrovství světa | —               |                 | —               |                 | —               |                 |
| Asijské hry       |                 |                 |                 | —               |                 |                 |
| Mistrovství Asie  | —               | —               | —               |                 | —               | 3.              |
| Univerziáda       | 5.              |                 | —               |                 | —               |                 |
| Akademické MS     |                 | —               |                 | —               |                 | —               |